# Cantó de Rouen-7
El cantó de Rouen-7 és un cantó francès del departament del Sena Marítim, situat al districte de Rouen. Compta amb part del municipi de Rouen.

## Municipis
- Rouen (barris de Grieu, Vallon Suisse i La Grande Mare)

## Història
| Data d'elecció                           | Identitat         | Partit  | Qualitat |
| ---------------------------------------- | ----------------- | ------- | -------- |
| 1982-1996                                | Jeanine Bonvoisin | UDF-CDS |          |
| 1996-2011                                | Michel Bérégovoy  | PS      |          |
| 2011-                                    | Ludovic Delesque  | PS      |          |
| les dades anteriors no són pas conegudes |                   |         |          |
|                                          |                   |         |          |